# Bitare jezik
Bitare jezik (ISO 639-3: brt; njwande, yukutare), jedan od (17) tiovoidskih jezika, nigersko-kongoanska porodica, kojim govori oko 52 330 ljudi. Većina od 46 300 govornika živi u Nigeriji (Blench 2003) u državi Taraba, lokalna samouprava Sardauna. U Kamerunu 6 030  (2000), u provinciji Adamawa.
Srodan mu je abon [abo]. Ne smije se brkati s jezikom bitara ili Berinomo [bit]

## Vanjske poveznice
- Ethnologue (14th)
- Ethnologue (15th)